# 흉상

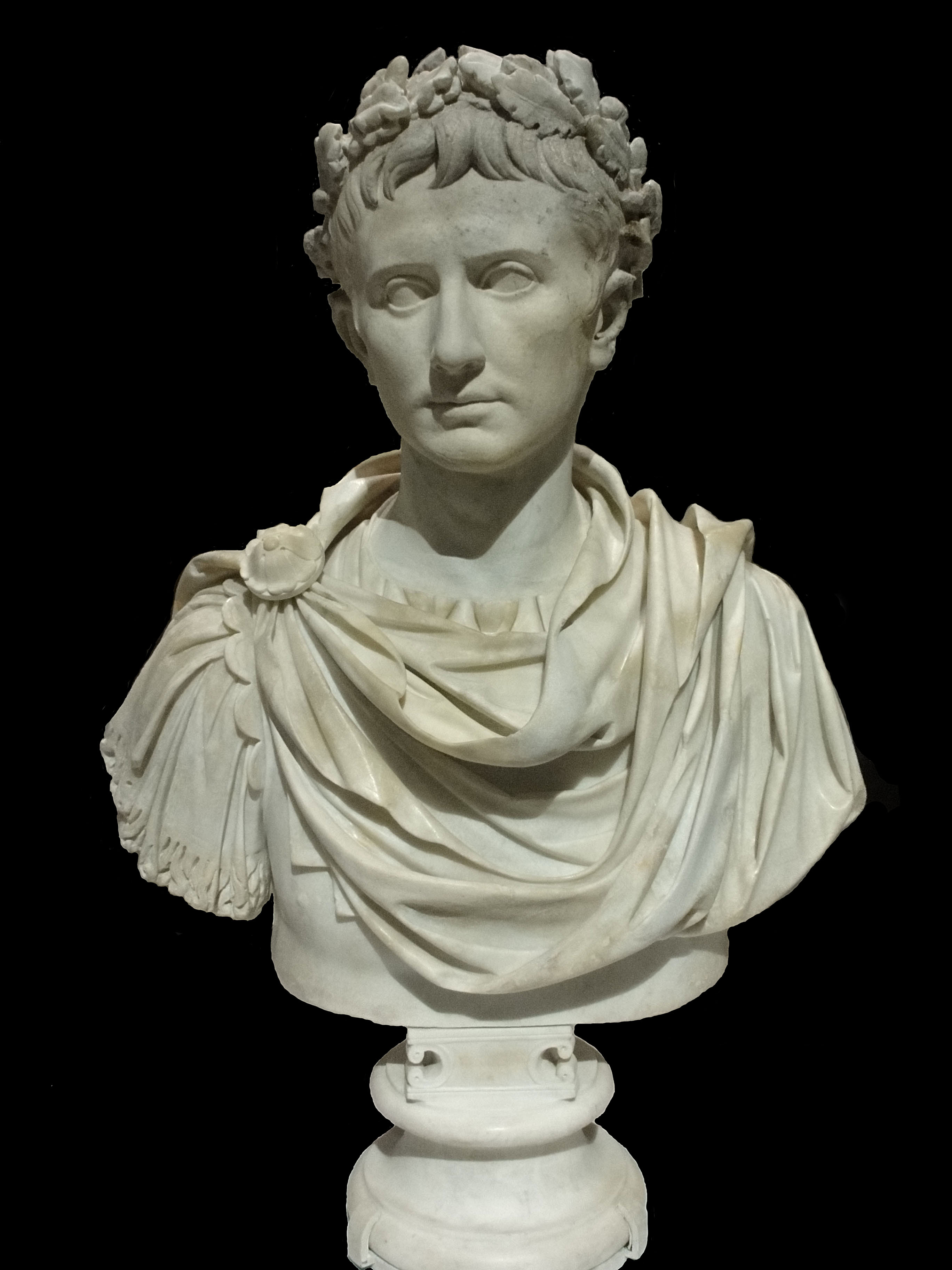

흉상(胸像, 문화어: 가슴상) 또는 버스트(bust)는 인간 형상의 윗부분을 조각한 상으로, 사람의 머리와 목을 묘사하며 가슴과 어깨의 일부를 가변적으로 표현하기도 한다. 이 조각상은 주추(대좌)에 의해 지탱된다. 개인의 모습을 기록할 목적으로 조각되는 것이 보통이나, 어떠한 형태를 나타내기 위해 조각되는 경우도 있다. 조각을 위한 재료는 어느 것이 될 수 있으며 예를 들어 대리암, 청동, 테라코타, 플라스터, 왁스, 목재 등이 있다.

## 같이 보기
- 초상